# 外马路 (上海)
外马路是中華人民共和國上海市黃浦區一條沿著黃浦江走向的道路。道路北起中山东二路十六鋪區域，南至中山南路南浦大橋附近，道路全长2800米。宽4米至28米。1894年，为防止黄浦江滩地被劃入上海法租界，上海縣知县黄承暄建议沿黄浦江边滩地修筑。清政府於是成立上海南市马路工程局修建馬路。1896年，馬路动工修建，1897年11月27日竣工。一說道路始建於1906年。後來因旧外马路改名里马路（後更名為中山南路，目前的道路改名為外馬路。